# Distrito de Basse-Terre
El distrito de Basse-Terre es un distrito (en francés arrondissement) de Francia, que se localiza en el departamento de Guadalupe (en francés Guadeloupe), de la région Guadalupe. Cuenta con 17 cantones y 18 comunas.

## División territorial

### Cantones
Los cantones del distrito de Basse-Terre son:
1. Cantón de Baie-Mahault
2. Cantón de Basse-Terre-1
3. Cantón de Basse-Terre-2
4. Bouillante
5. Cantón de Capesterre-Belle-Eau-1
6. Cantón de Capesterre-Belle-Eau-2
7. Cantón de Gourbeyre
8. Cantón de Goyave
9. Cantón de Lamentin
10. Cantón de Les Saintes
11. Cantón de Petit-Bourg
12. Cantón de Pointe-Noire
13. Cantón de Saint-Claude
14. Cantón de Sainte-Rose-1
15. Cantón de Sainte-Rose-2
16. Cantón de Trois-Rivières
17. Cantón de Vieux-Habitants

### Comunas
| 1. Baie-Mahault (97103)         | 2. Baillif (97104)          | 3. Basse-Terre (97105)    | 4. Bouillante (97106)      |
| 5. Capesterre-Belle-Eau (97107) | 6. Deshaies (97111)         | 7. Gourbeyre (97109)      | 8. Goyave (97114)          |
| 9. Lamentin (97115)             | 10. Petit-Bourg (97118)     | 11. Pointe-Noire (97121)  | 12. Saint-Claude (97124)   |
| 13. Sainte-Rose (97129)         | 14. Terre-de-Bas (97130)    | 15. Terre-de-Haut (97131) | 16. Trois-Rivières (97132) |
| 17. Vieux-Fort (97133)          | 18. Vieux-Habitants (97134) |                           |                            |